# Шторм-Z
«Шторм-Z» — низка штрафних військових частин, створених Росією у квітні 2023 року. Організацією їх займається Міністерство оборони Росії не довіряючи цей процес стороннім особам після конфлікту міністерства та Євгена Пригожина. Існує припущення, що керує процес створення та застосування подібних підрозділів Головне управління розвідки. За статусом «Шторм-Z» фактично є приватною військовою компанією, а не регулярними військовими підрозділами; існують широкі прецеденти відмови у статусі військовослужбовців колишнім учасникам «Шторм-Z», які повернулися з фронту.

## Передісторія
Вперше про існування підрозділів «Шторм-Z» стало відомо 6 квітня, коли українські силовики захопили документи, що детально описують їхній набір та формування в місцях позбавлення волі. Міністерство оборони Росії створило ці підрозділи за зразком ПВК «Вагнер» після розбрату з лідером «Вагнера» Євгеном Пригожиним. Членів підрозділу набирають із російських в'язниць, кажучи їм, що успішна служба призведе до скасування покарання, а також до заробітку 2200 доларів на місяць. За оцінками Інституту вивчення війни, підрозділи «Шторм-Z» будуть прикріплені до російських військ, які зазнають бойових втрат. Вони також повідомили, що кожна рота складатиметься зі 100 осіб, розбитих на чотири групи захоплення по 10 осіб у кожній, чотири групи вогневої підтримки по 10 осіб у кожній, командний елемент з 2 осіб, бойову інженерну групу з 5 осіб, розвідувальну групу з 8 осіб, групу медичної допомоги з 3 осіб і екіпаж БПЛА з 2 осіб. Кожна рота отримувала лише 10-15 днів на навчання перед відправкою в зону бойових дій, а саме в міських боях у битві за Бахмут, битві за Авдіївку та інші.
До різних російських командувань і підрозділів додавали роти «Шторм-Z», які вперше проходили службу у 8-й гвардійській загальновійськовій армії Росії та 1-му армійському корпусі, збройних силах  «ДНР». Під час українського контрнаступу 2023 року підрозділи «Шторм-Z» брали участь у боях на півдні Запорізької області, де були підтверджені повідомлення про російські «загороджувальні загони», які розстрілювали на камеру всіх членів підрозділів «Шторму-Z», що відступали з фронту. Підрозділи «Шторм-Z» також були розгорнуті на лінії Сватове–Кремінна, здійснюючи «атаки з великими втратами» на українські позиції, а дві дивізії ВДВ Росії: 76-ї та 98-ї гвардійські повітряно-десантні дивізії, діяли позаду них як «загороджувальні сили», не даючи їм можливості ні відступити, ні припинити атаки.
На спробу заколоту ПВК Вагнер, бойовики угруповань «Шторм-Z» відреагували по-різному. 24 червня в телеграм-каналі російського пропагандиста Дмитрія Рогозіна з'явилось відео ніби-то з лідером бойовиків Шторм-Z Алієтдіна Махмудова та інших бойовиків з заявою про підтримку президента Путіна. Натомість, на наступний день білоруський опозиційний канал NEXTA опублікував відео, де частина загону невизначеної групи Шторм-Z говорить про підтримку повстання і скаржиться на зраду Прігожина:
|                                                                                      | А что там говорят, что ты куда-то там слился, <>. «Шторм Z» готов был за тебя горой идти, и не только «Шторм Z». А ты куда-то срулил. Нас тут уже командиры гнобят, гасят. Так вообще не делается. Когда люди друг с другом двигаются, они двигаются ровнячком. Ты, получается, немец <>. Если это не так, то покажи свое мужицкое. Мы в тебе уверены |
| — мова оригіналу, один из представників «угруповання», https://t.me/nexta_live/55522 | |

13 липня 2023 року латиське російськомовне видання The Insider опублікувало свідчення сестри завербованого до «Шторм-Z» зека, з деталями щодо вербування і проходження служби в вищезазначених підрозділах.